# Al Mokawloon Al Arab Sporting Club
Maillots
Actualités
Le Al Mokawloon Al Arab Sporting Club (en arabe : نادي المقاولون العرب الرياضية), plus couramment abrégé en Al Mokawloon Al Arab, est un club égyptien de football fondé en 1972 et basé à Nasr City (en), quartier du Caire, la capitale du pays.
Le club évolue actuellement en première division.

## Historique
Plusieurs grands joueurs égyptiens ont porté le maillot de cette équipe par le passé. On retrouve, entre autres : Abdel Sattar Sabry, Mohamed Salah, et Mohamed Elneny.

## Palmarès
| Compétitions nationales | Compétitions internationales |
| - Championnat d'Égypte (1) : - Champion : 1983 - Coupe d'Égypte (3) : - Vainqueur : 1990, 1995 et 2004 - Finaliste : 1981, 1998 et 2000 - Supercoupe d'Égypte (1) : - Vainqueur : 2004 - Finaliste : 2002 | - Coupe d'Afrique des vainqueurs de coupe (3) : - Vainqueur : 1982, 1983 et 1996 - Supercoupe de la CAF - Finaliste : 1997 - Coupe arabe des vainqueurs de coupe de football - Finaliste : 1991 |

## Personnalités du club

### Anciens joueurs célèbres
- Abdel Sattar Sabry
- Mohamed Salah
- Joseph-Antoine Bell en 1982-1984
- John Utaka
- Mohamed Mazhar
- Mohamed Elneny